# هنري كلود
هنري كلود (بالفرنسية: Henri Claude)‏ هو طبيب نفسي وطبيب فرنسي، ولد في 31 مارس 1869 في باريس في فرنسا، وتوفي بنفس المكان في 28 نوفمبر 1945.